# لین شنگ
لین شنگ (林声؛ زادهٔ ۱ مهٔ ۱۹۹۴) شمشیرباز اهل چین است.
وی در مسابقات کشوری و بین‌المللی در مجموع برندهٔ ۱ مدال طلا، ۱ مدال نقره، ۱ مدال برنز شده‌است.